# Салман од Саудијске Арабије
Салман ибн Абдулазиз ел Сауд (Ријад, 31. децембар 1936) јесте краљ Саудијске Арабије. На престолу је од 23. јануара 2015. године, када је наследио полубрата Абдулаха који је умро у 90. години.
Пре ступања на дужност, био је престолонаследник Саудијске Арабије од 16. јуна 2012. до 23. јануара 2015. Он је 25. син краља Абдулазиза ибн Сауда и шести од његових синова који су владали као краљеви. Био је заменик гувернера, а касније и гувернер Ријада од 1963. до 2011. Потом је именован за министра одбране. Именован је за престолонаследника 2012. Салман је постао краљ 2015. након смрти његовог полубрата, краља Абдулаха. Од децембра 2019, он је најстарији преживели син краља Абдулазиза.
Главне иницијативе Салмана као краља укључују саудијску интервенцију у јеменском грађанском рату, Саудијску визију 2030. и уредбу из 2017. којом се саудијским женама дозвољава да возе. Његов син, престолонаследник Мухамед ибн Салман, сматра се де факто владаром Саудијске Арабије.

## Биографија
Салман је рођен 31. децембра 1936. године. Одрастао је у палати Мураба. Своје рано образовање стекао је у главном граду Ријаду. Школовао се у „Школи принчева” на двору свог оца, која је основана за краљеве синове. Високо образовање стекао је на Исламском институту у Меки, где је поред веронауке студирао и основну универзитетску математику и географију и савремену науку.
Салманов отац је био оснивач краљевине Саудијске Арабије, краљ Ибн Сауд, који је умро 1953. године. Иако је он тек 32. син по рођењу свом оцу, који је био ожењен са 30 жена и имао преко 50 деце, његова мајка принцеза Хаса ибн Ахмед ел Судајри (1900-1969) била је једна од омиљених жена његовог оца. И по мајчиној и по очинској линији, Салман припада моћној породици Судајри из Вади ад-Двасир (арап. الدواسر, сингدوسري Wādī ad-Dawāsir) из Наџда. Седморица браће Судајри су традиционално имали привилеговани положај након краљеве смрти. Од „Седморице Судајри", Салман је други најмлађи.
Краљ Салман има ћерку и дванаест синова из три брака. Његов син Султан ибн Салман ел Сауд (р. 1956) био је први Саудијац у свемиру 1985. године. Супруга Султана умрла му је 2011. Откако је почетком 2014. доживео мождани удар, Салман није могао слободно да помера леву руку. Његов син Мухамед ибн Салман (*1985) је престолонаследник од 2017 године, а Халид ибн Салман (* 1988) је заменик министра одбране.
У чланку у часопису Еуро у Недељу, Салман је описан као раноранилац и радохоличар. Такође краљ Салман воли да гледа фудбалске утакмице.

## Политика

### Гувернер Ријада
- Салмана је његов старији полубрат, краљ Сауд, именовао 1962. године, за гувернера провинције Ријад. Од тада је надгледао и подстицао брз раст капитала.

### Министар одбране и престолонаследник
За министра одбране именован је 5. новембра 2011. године. Његов претходник Султан ибн Абд ал Азиз умро је 22. октобра 2011. године. Као члан Краљевског савета, приписпитиван је за велики утицај на питања наследства. Након смрти његовог брата Наифа, који га је претходио у наследној линији, именован је за престолонаследника и заменика премијера 18. јуна 2012. године, док је задржао своју функцију министра одбране.

## Краљ Саудијске Арабије
Након смрти његовог полубрата Абдулаха, проглашен је краљем 23. јануара 2015. године у 79. години. Салман се сматра посредником унутар краљевске породице. Приписује се умерено конзервативном крилу краљевске породице и одржава блиске везе са религиозним лидерима. Он одбацује демократију. Ипак, на почетку његове владавине су се очекивале реформе. Ове наде су се делимично испуниле под вођством његовог сина и наследника, Мухамед ибн Салмана.

### Реформе
Једна од првих ствари које су краљ и његов син, Мохамед ибн Салман, урадили је да поједноставе владину бирократију. Након смрти краља Абдулаха, постојало је чак једанаест владиних секретаријата, а сви су укинути и реконституисани као само два, Савет за политичка и безбедносна питања (КПСА), на челу са замеником престолонаследника Мухамедом ибн Наефом, и Савет за економска и развојна питања (КЕДА), на челу са генералним секретаром Краљевског двора, принцом Мохамедом ибн Салманом, који је добио слободне руке да потпуно реорганизује владу и учврсти моћ фракције Сауда.

### Јеменска војна интервенција
Саудијска интервенција у Јемену, краљ ел−Салман је наредио бомбардовање Јемена у марту 2015. године и војну интервенцију против шиитских Хута и снага лојалних бившем председнику Али Абдулах Салиху, који је свргнут у устанку 2011. године.  Прво је саставио коалицију од десет сунитских муслиманских земаља. Операција под шифрованим називом „Одлучна олуја“, ово је било први пут да је саудијско ваздухопловство покренуло ваздушне нападе на другу земљу од Заливског рата 1990—91. године.

## Компанија
Салман је власник новина Асхарк ал-Авсат (арап. الشرق الاوسط, у преводу: „Блиски исток“). Такође се наводи да он контролише Саудијску истраживачку и маркетиншку групу (СРМГ), највећу медијску компанију на Блиском истоку, преко свог сина Фајсала.

### Финансирање тероризма
Током 1980-их и 1990-их, савез између богате монархије Саудијске Арабије и моћног свештенства у земљи показао се главним финансијером међународног тероризма, усмјеравајући милионе долара борцима у Авганистану, Босни и другдје по свету. Међу главним промотерима пројекта био је тадашњи принц Салман ибн Абд ел−Азиз ел Сауд.

## Ордени
| Бахреин | Огрлица |  | Орден Исе ибн Салмана Ал Калифе.                 | 2016. |
| Брунеј  | Орден   |  | Краљевски породични орден круне Брунеја.         | 2017. |
| Џибути  | Орден   |  | Велики кордон Ордена националне звезде Џибутија. | 2015. |
| Египат  | Огрлица |  | Огрлица Реда Нила                                | 2016. |
| Гвинеја | Орден   |  | Велики кордон националног ордена за заслуге      | 2015. |